# Уэльбек, Мишель
Мише́ль Уэльбе́к (фр. Michel Houellebecq, miʃɛl wɛlˈbɛk; настоящая фамилия Тома́, фр. Thomas; род. 26 февраля 1958, Сен-Пьер, остров Реюньон) — французский писатель, поэт. Лауреат премии Ноябрь за роман «Элементарные частицы» (1998) и Гонкуровской премии за роман «Карта и территория» (2010).

## Биография
Мишель Уэльбек родился 26 февраля 1958 года (по его собственному утверждению, его мать подделала его свидетельство о рождении и указала в нём 1956 год, считая Мишеля вундеркиндом) на острове Реюньон, владении Франции в Индийском океане. Его отец, проводник в горах, и его мать, врач-анестезиолог, уделяли ему мало внимания после рождения сестры. Сначала его воспитывали бабушка и дедушка по материнской линии, жившие в Алжире, а в шесть лет его берёт к себе бабушка со стороны отца, Генриетта, активная сторонница коммунистической партии. С ней у Уэльбека складываются прекрасные отношения, именно её фамилию он выберет впоследствии своим литературным псевдонимом.
В 16 лет Уэльбек открывает для себя произведения Говарда Филлипса Лавкрафта, творчеству которого он посвятит спустя почти 20 лет отдельную книгу. Будущий писатель посещает подготовительные курсы при лицее Шапталя (Chaptal) в Париже, чтобы в 1975 году поступить в Национальный агрономический институт Париж-Гриньон (Institut national agronomique Paris-Grignon). Там он создаёт просуществовавший недолго литературный журнал «Карамазов» (Karamazov), для которого пишет несколько поэм, и предпринимает постановку любительского фильма, озаглавленного Cristal de souffrance. В 1978 году Уэльбек получает диплом по специальности «Экология и охрана окружающей среды». Затем он поступает в Национальную высшую школу имени Луи Люмьера на отделение кинематографии, которую заканчивает в 1981 году.

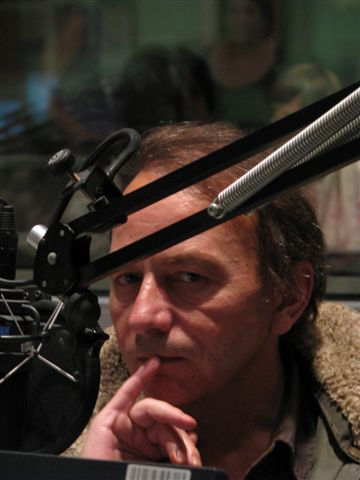
Мишель Уэльбек (2008)

В том же году появляется на свет его сын Этьен. Далее в жизни Уэльбека наступает период безработицы и происходит развод с женой. Всё это вызывает у него глубокую депрессию. С 1983 года Уэльбек работает в Париже системным администратором, потом некоторое время — в Министерстве сельского хозяйства (этот период жизни писателя найдёт отражение в его дебютном романе «Расширение пространства борьбы»), и наконец, — в Национальной ассамблее.
Литературную деятельность Мишель Уэльбек начинает с написания стихов и эссе. В 1991 году писатель публикует свои первые книги — сборник эссе «Остаться живым», посвящённый фигуре поэта в современном мире, и исследование о творчестве американского писателя, классика литературы ужасов, Говарда Филлипса Лавкрафта «Г. Ф. Лавкрафт: Против человечества, против прогресса». Годом позже появляется поэтический сборник «Погоня за счастьем». Его первые произведения остаются незамеченными.

### Творчество
Известность к Мишелю Уэльбеку приходит вместе с выходом его первого романа «Расширение пространства борьбы» (1994), в котором он ставит под сомнение либеральные достижения западного общества. Главным объектом критики становится сексуальная свобода, на практике оборачивающаяся, по мнению писателя, очередной ловушкой для современного человека. Тема получает развитие в следующем романе Уэльбека «Элементарные частицы» (1998), в котором он анализирует путь, проделанный западным обществом, начиная с сексуальной революции 1960-х, и приходит к неутешительному выводу — человечество обречено. Эта книга приносит французскому автору всемирную славу и престижную негосударственную премию Ноябрь по литературе. Мишель Уэльбек оказался последним писателем, получившим приз с этим названием — основатель и спонсор премии Ноября Мишель Деннери осудил присуждение награды Мишелю Уэльбеку и подал в отставку, у премии поменялся покровитель (им стал Пьер Берже), и награда стала называться премией Декабрь.
Роман Уэльбека «Возможность острова» (2005) завоевал литературную премию Интералье. По мотивам своей книги Уэльбек поставил одноимённый художественный фильм. Картина, премьера которой состоялась в августе 2008 года в рамках кинофестиваля в Локарно, не вызвала энтузиазма у критиков и удостоилась разгромных рецензий.
Мишель Уэльбек покинул Францию в конце 1990-х (возможно, не последнюю роль в этом решении сыграли судебное преследование и угрозы со стороны представителей мусульманской общины), жил в Ирландии, затем в Испании. В настоящее время Уэльбек признан одним из самых известных в мире французских писателей.
В 2010 году Уэльбека обвинили в плагиате. По заявлению французского интернет-портала Slate, писатель в своём новом романе «Карта и территория» (за который он получил Гонкуровскую премию) скопировал несколько абзацев из французской Википедии практически без изменений. Статьи, которые частично скопировал автор: Фредерик Ниу (фр. Frédéric Nihous), комнатная муха (фр. Mouche domestique) и Бове (фр. Beauvais).
В начале января 2015 вышел новый роман Уэльбека «Покорность» (фр. Soumission). Роман в жанре антиутопия рассказывает о победе на президентских выборах во Франции кандидата-мусульманина и тех переменах, которые происходят при этом в обществе. Известный французский романист Эммануель Каррер сравнил новую работу Уэльбека с романом-антиутопией Дж. Оруэлла «1984».

## Отношение к исламу
Уэльбек известен также своим критическим отношением к исламу. В 2001 году он сказал, что «ислам — глупая и опасная религия». В принципе Уэльбек отрицает любой монотеизм, но Библию считает прекрасной книгой в связи с тем, что «евреи обладают громадным литературным талантом», а Коран, по его мнению, вызывает депрессию. После обнародования этого интервью четыре мусульманские организации, среди которых была Французская лига прав человека, подали на Уэльбека в суд, обвинив его в «исламофобии» и разжигании расовой ненависти. В суде французский писатель сделал следующее заявление:
Я никогда не демонстрировал ни малейшего презрения по отношению к мусульманам, но испытываю ровно такое же презрение к исламу, которое всегда испытывал.
В интервью журналу «Lire» Уэльбек говорил о том, что «множество исламских мужчин живут во всеобъемлющем лицемерии». «Предельно строгие и сдержанные у себя на родине, они становятся сексуально распущенными более любых европейцев, оказавшись за границами своих общин».

## Экранизации
- Расширение пространства борьбы — реж. Philippe Harel (1999)
- Элементарные частицы — реж. Оскар Рёлер (2006)
- Возможность острова — реж. Мишель Уэльбек (2008)
- Оставаться живым (экранизация одноимённого эссе) — реж. Арно Хагерс (2016)
- Оставаться живым (документальный) — реж. Эрик Лисхаут (2016). В ролях: Игги Поп и Мишель Уэльбек

## Песни на стихи
- J’aime les hôpitaux (фр.). youtube.com. Дата обращения: 13 января 2019.
- Non reconcilie (фр.). youtube.com. Дата обращения: 13 января 2019.

## Награды
19 апреля 2019 года Президент Франции Эмманюэль Макрон вручил Мишелю Уэльбеку высшую награду страны — Орден Почетного легиона

## Критика
Евгений Ермолин Медиумы безвременья. М.: Время, 2015. ISBN 978-5-9691-1367-1